# Puccinia arachidis
Espèce
La rouille des arachides (Puccinia arachidis) est un champignon microscopique provoquant une maladie cryptogamique touchant spécifiquement les arachides.